# Бач-Бодрог
Бач-Бодрог (венг. Bács-Bodrog; серб. Bačka-Bodrog или Бачка-Бодрог) — исторический комитат Венгерского королевства, расположенный на юге страны, между Дунаем и Тисой до их слияния. В настоящее время территория бывшего комитата разделена между двумя государствами: бо́льшая часть входит в состав автономного края Воеводина республики Сербия, а небольшая северная часть находится на территории медье Бач-Кишкун Венгерской республики. Административным центром комитата являлся город Зомбор (современное название — Сомбор, на территории Сербии).
На территории комитата Бач-Бодрог лежит историческая область Бачка. Название комитата и области происходит от города Бач, одного из старейших населённых пунктов этого региона и первого административного центра одноимённого комитата, расположенного в южной части современной Бачки. Бодрог в Средние века был отдельным комитатом, занимающим северную часть области. Название Бодрог восходит к славянскому племени ободритов, ранее населявших эту территорию.

## География
Комитат Бач-Бодрог был расположен на Среднедунайской равнине в её южной части между Дунаем и Тисой. В меридиональном направлении комитат простирался от города Байя до слияния Дуная и Тисы чуть восточнее Нови-Сада. Поверхность Бач-Бодрога представляла собой практически совершенно плоскую равнину, в значительной степени заболоченную (особенно вдоль Дуная и Тисы). Лишь на крайнем юго-востоке, у впадения Тисы в Дунай, располагалась небольшая возвышенность Тителски-Брег. Помимо Дуная, образующего западную и южную границу комитата, и Тисы, формирующей его восточный рубеж, по территории Бач-Бодрога протекало ещё несколько небольших рек, из которых наиболее крупной являлась река Кривая. Важным гидроинженерным сооружением Бач-Бодрога, построенным в XIX веке являлся канал Дунай-Тиса-Дунай, пересекший комитат в направлении с запада на восток и связавший две речные системы.
На территории Бач-Бодрога находилось достаточно много по венгерским стандартам городских поселений, из которых выделялись Уйвидек (Нови-Сад) на юге на пути в Белград, Зомбор (Сомбор) на западе, у начала Дунай-Тиса-Дунайского канала, Сабадка (Суботица) в северо-восточной части комитата и Байя на крайнем северо-западе, на берегу Дуная. Все эти четыре города пользовались правами и привилегиями свободных городов. Бач-Бодрог был одним из крупнейших комитатов Венгерского королевства: его общая площадь комитата составляла 10 362 км² (по состоянию на 1910 год). Он граничил с венгерскими комитатами Баранья, Пешт-Пилиш-Шольт-Кишкун, Чонград и Торонталь, а также с хорватскими комитатами Срем и Верёце (хорв. Virovitička županija).
Экономика комитата носила ярко выраженный аграрный характер. Благодаря плодородию почв и высокоразвитой ирригационной системе Бач-Бодрог превратился в один из ведущих центров товарного зернового хозяйства Венгерского королевства, став хлебной житницей страны. Кроме того здесь было хорошо развито выращивание технических культур (лён, конопля, тутовое дерево), а также табака и винограда. Промышленность в Бач-Бодроге была развита гораздо слабее и концентрировалась, главным образом, на переработке сельскохозяйственной продукции (мукомольные, шелкопрядильные и табачные предприятия). Достаточно хорошо была развита транспортная система: железные дороги связали города и торговые центры комитата с Будапештом и Веной, а на Дунае и Тисе действовало крупное пароходство «Австрийский Ллойд».

## История
См. также: История Бачки.
В VI—VII веках территория между Дунаем и нижней Тисой была заселена славянами, а позднее вошла в состав Болгарской державы. Здесь располагалось одно из зависимых славяно-болгарских княжеств с центром в Тителе. В начале X век эта территория была подчинена венграми и вошла в состав Венгерского государства. По всей видимости в начале XI века в границах бывшего Тительского княжества был образован комитат Бач, хотя первые достоверные упоминания о наличие такого комитата относятся к 1074 г. Центром комитата стала крепость Бач на берегу Дуная. Бачский комитат был приграничным образованием, отвечающим за организацию обороны южных рубежей Венгерского королевства от сербов. Тем не менее на территории самого комитата сербское население в первые века венгерской власти было достаточно значительным, о чём свидетельствует тот факт, что имена первых ишпанов были явно славянского происхождения. Постепенно, однако, славянское население комитата было в значительной степени вытеснено или ассимилировано венграми. Северную часть территории будущего комитата Бач-Бодрог занимал отдельный комитат Бодрог, среди населения которого славяне (главным образом хорваты) также играли ведущие роли.
В начале XVI век территория комитатов Бач и Бодрог была захвачена турками и вскоре вошла в Сегединский санджак Будского вилайета Османской империи. Турецкие завоевания резко изменили этнический состав населения региона: сербы, жившие к югу от Дуная, в массовом порядке переселялись на земли Бачки, покинутые венграми. Особенно массовый характер сербская иммиграция приобрела в конце XVII века, когда Габсбургам удалось изгнать турок с территории комитатов Бач и Бодрог. По Карловицкому миру 1699 г. междуречье Дуная и Тисы было возвращено в состав Венгерского королевства. К этому времени практически всё население Бачки было сербским. По «Привилегии Леопольда I» 1690 г. сербы Бачки получили церковную автономию и гарантии защиты их прав и привилегий от императора. После освобождения региона его административно-территориальное устройство было реорганизовано. Бодрог и Бач были слиты в единый комитат Бач, а в 1701—1702 г. часть восточных и южных земель комитата были переданы в состав Тисо-Марошской и Посавско-Дунайской Военных Границ — особых пограничных административных образований, управляемых военным министерством непосредственно из Вены. В то же время правительство активно поощряло реколонизацию Тисо-Дунайского междуречья венграми, немцами, хорватами и другими нациями, в результате чего численное преобладание сербов несколько сократилось. После ликвидации Тисо-Марошской Военной Границы в 1751 г. часть её земель была возвращена в состав комитата Бач, а часть (область Шайкашка) перешла к Дунайской Военной Границе. Значительная часть сербских граничар, не желающих оказаться под властью венгерских магнатов, эмигрировала в Россию.
Сербо-венгерский антагонизм в Бач-Бодроге особенно остро проявился во время Революции 1848—1849 гг.. Сербское население комитата выступило против венгерской революции и провозгласило создание автономной Сербской Воеводины, независимой от Будапешта, ядро территории которой составили комитаты Бач-Бодрог и Срем. После подавления революции в 1849 г. Бачка была отделена от Венгрии и включена в состав особой коронной земли Сербская Воеводина и Темешский Банат, подчинённой непосредственно Австрийскому императору. Однако уже в 1860 г. эта административная единица была ликвидирована, а взамен неё воссоздан комитат Бач-Бодрог в составе Венгерского королевства. В 1873 г. в его состав вернулась область Шайкашка после ликвидации Военной Границы.
После поражения Австро-Венгрии в Первой мировой войне в 1918 г. территория Бач-Бодрога была оккупирована войсками Сербского королевства, было провозглашено объединение Бачки с Сербией. Согласно Трианонскому договору 1920 г. комитат был разделён между Венгерской республикой и недавно образованным Королевством сербов, хорватов и словенцев (c 1929 г. — Югославия). У Венгрии осталось лишь 15 % площади бывшего комитата на самом севере области, а к Югославии отошла бо́льшая часть Бач-Бодрога с городами Нови-Сад, Самбор и Суботица. На основе венгерской части Бач-Бодрога в 1921 г. было создано одноимённое медье с центром в городе Байя. Сербская часть бывшего комитата образовала сначала отдельную область Бачка, а с 1929 г. вошло в состав Дунайской бановины Югославии с центром в Нови-Саде.
В 1941 г. югославская часть Бачки была оккупирована войсками фашистской Германии и вновь присоединена к Венгрии. Комитат Бач-Бодрог был восстановлен в прежних границах. Однако после поражения Германии и её союзников во Второй мировой войне трианонские границы между Венгрией и Югославией были восстановлены. Югославская часть Бач-Бодрога в 1945 г. вошла в состав автономной области Воеводина в рамках Социалистической республики Сербии. После распада социалистической Югославии в 1992 г. эти земли отошли Федеральной республики Югославии (c 2000 г. — союзу Сербии и Черногории). В настоящее время на территории Бачки расположены Западно-Бачский, Северо-Бачский и Южно-Бачский округа автономной области Воеводина республики Сербия. Венгерская часть территории бывшего комитата Бач-Бодрог после Второй мировой войны была объединена с южной частью бывшего комитата Пешт-Пилиш-Шольт-Кишкун в единое медье Бач-Кишкун.

## Население
Исторически на территории комитата проживали и славяне, и венгры. Турецкие вторжения XVI века и установление власти Османской империи привели к эмиграции венгерского населения и замещению его сербами, бежавшими с южного берега Дуная. Согласно данным переписи 1715 г. 97,6 % жителей комитата Бач-Бодрог являлись по национальности сербами, буневцами или шокцами (последние два этноса также сербо-хорватского происхождения). Этническую картину населения комитата сильно изменила массовая реколонизация этой области венграми и немцами в XVIII веке, активно поощряемая правительством Австрийской империи. Немецкоязычные колонисты прибывали, в основном, из Швабии, поэтому образовавшаяся на их основе этническая группа получила название Дунайские швабы. В Бач-Бодрог переселялись также словаки и русины, однако в меньшем количестве. С другой стороны, после ликвидации в 1751 г. Тисо-Марошской Военной Границы, часть сербов, населявших восточные области Бачки, эмигрировала в Российскую империю, где расселилась на территории современной Кировоградской (Новая Сербия) и Луганской (Славяно-Сербия) областей Украины. В результате доля сербского населения в Бач-Бодроге неуклонно сокращалась (до 44 % в 1820 г.), а доля венгров и немцев возрастала (31 % и 23 % в 1820 г. соответственно).
Дальнейшее падение численности славян и рост численности венгров в комитате пришлись на вторую половину XIX века, когда после заключения Австро-венгерского соглашения 1867 г. начала проводиться политика мадьяризации и поощрения переселения венгров в славянские регионы страны. Кроме того, определённая часть сербской буржуазии и интеллигенции восприняла идею единой венгерской нации и перешла на использование венгерского языка в общении. В результате в начале XX века этно-лингвистический состав населения Бач-Бодрога выглядел следующим образом (по данным переписи 1910 г. о родном языке опрашиваемых):
Общая численность населения комитата Бач-Бодрог: 812 385 чел., из них:
- венгры: 363 518 чел. (44,8 %);
- немцы: 190 697 чел. (23,4 %);
- сербы: 145 063 чел. (17,9 %);
- словаки: 30 137 чел. (3,7 %);
- русины: 10 760 чел. (1,3 %);
- хорваты: 1279 чел. (0,2 %);
- прочие (в основном буневцы и шокцы): 70 931 чел. (8,7 %).

Венгерское население в основном было сосредоточено в северных регионах комитата, немецкое — в восточных. Сербы, главным образом, проживали на юге Бач-Бодрога, особенно в городе Нови-Сад, который являлся одним из ведущих центров сербской культуры и общественно-политической жизни в XIX—начале XX века.
В религиозном отношении население комитата относилось, по преимуществу, к Римско-католической церкви (65,8 %), а среди сербов и русинов преобладала православная церковь (около 20 % населения). Определённую роль играла также лютеранская церковь, чьими адептами являлась часть немецкоязычного и словацкоязычного населения (8,6 % жителей). Численность приверженцев иудаизма в комитате не превышала 2,3 % жителей.

## Административное деление
В начале XX века в состав комитата входили следующие округа:
| Округа             | Округа                  |
| Округ              | Адм. центр              |
| ------------------ | ----------------------- |
| Апатин             | Апатин                  |
| Байя               | Байя                    |
| Бачалмаш           | Бачалмаш                |
| Жабля              | Жабля (Жабаль)          |
| Зента              | Зента (Сента)           |
| Зомбор             | Зомбор (Сомбор)         |
| Кула               | Кула                    |
| Обече              | Обече (Бечей)           |
| Паланка            | Паланка (Бачка-Паланка) |
| Тител              | Тител                   |
| Тополья            | Тополья (Бачка-Топола)  |
| Уйвидек            | Уйвидек (Нови-Сад)      |
| Ходшаг             | Ходшаг (Оджаци)         |
| Свободные города   |                         |
| Байя               |                         |
| Зомбор (Сомбор)    |                         |
| Сабадка (Суботица) |                         |
| Уйвидек (Нови-Сад) |                         |
| Муниципалитеты     |                         |
| Зента (Сента)      |                         |